# Walter Mauz
Walter Mauz (* 20. Jahrhundert; † 1994 in Stuttgart-Möhringen) war ein deutscher Fußballspieler. 

## Karriere
Walter Mauz spielte Erstligafußball 1930/31 für die Stuttgarter Kickers in der Gruppe Württemberg der Bezirksliga Württemberg/Baden und nahm in derselben Saison mit den Kickers an der Endrunde um die Süddeutsche Meisterschaft teil.